# Station Kolonowskie
Station Kolonowskie is een spoorwegstation in de Poolse plaats Kolonowskie.